# Pauline’s United Australia Party
Pauline’s United Australia Party war eine rechtspopulistische und rassistische Partei in Australien, die nur kurze Zeit bestand. Pauline Hanson gründete diese Partei am 24. Mai 2007, die bereits früher die One Nation-Partei gegründet hatte. Die Australian Electoral Commission ließ die Pauline’s United Australia Party am 19. September 2007 zur nationalen Wahl zu.
Diese Partei nahm mit ihrem Namen Bezug auf die historische United Australia Party, die von 1931 bis 1945 existierte. Pauline Hanson gründete die Partei in der Erwartung, dass ihr Name in der Bezeichnung der Partei Wahlvorteile verschafft und sie stellte sich vor, dass sich unter diesem Parteinamen weitere unabhängige Wahlkandidaten aufstellen werden.
Pauline Hanson wandte sich in Aussagen in einer Zeitung gegen die großen Parteien, dass diese nicht die Wahrheit sagen, dass sich die Politik der Australian Labor Party gegen die Interessen der kleinen Unternehmer und der Farmer richte, dass die konservative Regierung von John Howard Australien durch die Einwanderung von Muslimen ausverkauft werde und er Afrikaner aufnehme, ohne die Öffentlichkeit zu befragen. Sie warnte insbesondere vor der Wahl der Labor Party, da sich deren Politik gegen die Interessen der Kohlenarbeiter und deren Familien richte, weil Kevin Rudd mit den Gewerkschaften eine Ökologiepolitik gegen die Verwendung von Kohle verfolge, die ein wesentlicher Wirtschaftsfaktor von Queenslands ist, und auch die Politik der Labor Party nicht in der Lage sei, das Problem des Wassermangels zu lösen. Der wesentliche Programmpunkt der Hanson-Partei war ein Einwanderungsverbot für Muslime.
Die Wahlkandidaten der Hanson-Partei waren für den Australischen Senat von Queensland in der Nationalwahl 2007 aufgestellt, in der Hanson 101.461 (4,2 %) Erststimmen erhielt, dies reicht nicht zum Erfolg aus. Brian Burston, der frühere Ratgeber von Hanson in der Zeit der One Nation, erhielt 39.807 stimmen, was einem 1,0 Prozent der Stimmen entsprach.
Hanson löste diese Partei im März 2010 auf und gab bekannt, dass sie ins Vereinigte Königreich auswandern werde. Entgegen dieser Aussage bewarb sie sich 2011 erneut in einer Gruppe von Unabhängigen zu einer Wahl in New South Wales. Nach der ersten Auszählung erhielt sie allerdings keinen Sitz. Es könnte aber sein, dass sie dennoch einen Sitz in einer Nachwahl erhält, dies ist aber sehr unsicher.